# گربه بازرس
گربهٔ بازرس (نویسه‌های چینی سنتی: 黑貓警長; نویسه‌های چینی ساده‌شده: 黑猫警长; پین‌یین: Hēimāo Jǐngzhǎng) یک مجموعهٔ انیمیشن چینی است که توسط استودیو فیلم‌های کارتونی شانگهای تولید شده‌است.